# Dicranophorus sigmoides
Dicranophorus sigmoides är en hjuldjursart som beskrevs av Wulfert 1950. Dicranophorus sigmoides ingår i släktet Dicranophorus och familjen Dicranophoridae. Inga underarter finns listade i Catalogue of Life.